# Papel Prensa
Papel Prensa SA é uma empresa argentina dedicada à produção de papel para impressão de jornais. Fundada em 1972, sua fábrica foi inaugurada em 1978 na cidade de San Pedro, na província de Buenos Aires, Argentina.
A empresa é dirigida por uma diretoria eleita através de uma assembléia de acionistas. O Grupo Clarín, proprietário do jornal Clarín, o maior do país, e do esportivo Diário Olé, é dono de 49% das ações da empresa, com o restante dividido entre o diário La Nación e o Estado argentino. A Papel Prensa é a única fabricante de papel-jornal na Argentina e responsável pelo abastecimento de 75% do mercado interno do país.

## Origem da empresa
Em 1969, a ditadura militar encabeçada pelo general Juan Carlos Onganía, criou o Fundo para o Desenvolvimento da Produção de Papel e Celulose (Fondo para el Desarrollo de la Producción de Papel y Celulosa), para criar a primeira empresa nacional de papel-jornal. Com isto, as importações deste papel  tiveram um aumento de preços de 10%, durante os dez anos de duração do imposto, destinado a financiar a participação do Estado em uma empresa fabricante de papel para jornais.
Em 1972, o general Alejandro Agustín Lanusse entregou o projeto através de pregão a César Augusto Civita, César Doretti, Luis Alberto Rey e a empresa Editorial Abril S.A, que passaram a controlar a companhia, numa licitação em que apenas esta empresa preenchia todos os requisitos exigidos. De acordo com o contrato entre o governo e a Papel Prensa, o Estado assumiria uma participação minoritária e se retiraria do projeto ao fim dos dez anos, o que nunca ocorreu.
Pouco tempo depois, o governo peronista intermediou a venda da empresa ao banqueiro David Graiver, e a Papel Prensa passou a ser quase totalmente controlada por Luis Alberto Rey e Graiver, através de um preposto, Rafael Ianover. Graiver, que tinha fortes ligações militares por ter sido assessor do general Lanusse, assumiu o controle total da companhia com a venda feita por Rey de sua parte à  Galerías da Vinci S.A. (sociedade de uma empresa do Grupo Graiver). O banqueiro, entretanto, passou a ter vínculos mais tarde com o grupo de extrema-esquerda nacionalista Montoneros, de quem teria recebido dinheiro para administrar seus investimentos, e morreu de maneira suspeita e misteriosa num desastre de avião.

## Transferência de ações

Jorge Rafael Videla, presidente militar da Argentina e Ernestina Herrera de Noble, proprietária do Grupo Clarín, na inauguração da fábrica da Papel Prensa, em 1978.

Com a morte de Graiver em 1976, seus bancos na Bélgica e nos Estados Unidos foram à falência, e face à situação de crise no grupo, sua viúva e seu irmão venderam suas ações na empresa. Em 2 de novembro de 1976, foi assinada a transferência das ações dos Graiver na empresa - cuja fábrica estava em construção - para os jornais Clarín, La Nación e La Razón. Seis meses depois, a família e o membros do Grupo Graiver foram ilegalmente presos e seus bens confiscados, acusados pelo governo de receberem dinheiro dos Montoneros do resgate dos irmãos empresários Born, para aplicação financeira. Além disso, o dinheiro da venda das ações foi apreendido pelo governo militar.
Devido à polêmica do suposto envolvimento financeiro da família Graives com os Montoneros, e pela compra feita por eles ao grupo Graiver, em maio de 1977, os três jornais publicaram conjuntamente em um editorial intitulado "À opinião pública", que a compra da companhia foi feita "às claras e com consentimento prévio e posterior do Estado". Segundo o artigo, o abastecimento de papel seria garantido para todos os jornais argentinos. Os jornais buscavam se livrar das acusações de que conheciam a ligação Graiver-Montoneros e que estavam associados a David Graiver.
O governo militar interveio na Papel Prensa em agosto de 1977 e em setembro de 1978 um grupo de empresários, entre os quais os proprietários do Clarín, Ernestina Herrera de Noble e do La Nación, Bartolomé Luis Mitre, inauguraram a fábrica da empresa junto com integrantes da ditadura militar argentina.

## Controvérsias e consequências
Após a restauração da democracia na Argentina, a polêmica envolvendo o episódio da venda das ações e da morte de David Graives tomou os meios de comunicação e a opinião pública do país. Durante as décadas de 80 e 90, diversas investigações independentes foram feitas sobre o episódio.
Em março de 2010, o debate no país sobre o que havia realmente acontecido se tornou mais agudo envolvendo a classe política, com o governo acusando os grupos jornalísticos de terem se aproveitado da detenção da família Graives para comprar as ações da empresa a baixo custo e com aval do governo militar. Em 6 de agosto, o diário Tiempo Argentino, publicou um artigo sobre o assunto, que incluía uma carta de Lidia Papaleo, viúva de David Graives, contando os horrores, as pressões e ameaças de morte constantes que a família sofreu desde a morte do marido, e que havia sido despojada de seus bens e das ações da Papel Prensa SA pelos três jornais - com ameaça física proferida pelo CEO do Clarín, Héctor Magnetto, para que assinasse a venda -  com a ajuda da Junta Militar.
Em 21 de setembro de 2010, o governo da presidente Cristina Kirchner, que já havia acusado os jornais de compra ilegal e sob constrangimento das ações da família Graives, apresentou denúncia formal pública e judicial contra os periódicos Clarín, La Nación e seus proprietários, por homicídio e cumplicidade em sequestro, tortura e crimes contra a humanidade durante a ditadura militar. A pedido do governo, também foi aberta uma investigação judicial, para determinar se as filhas da dona do Clarín, Ernestina Herrera de Noble, são filhos de desaparecidos políticos durante a ditadura militar no país (1976-1983).
Os dois veículos de comunicação emitiram comunicado, dizendo que a denúncia seria "uma aberração moral e jurídica, carente de sustentação dos fatos".